# Torbjörn Stålmarck
Yngve Torbjörn Natanael Stålmarck, född 31 maj 1924 på Lidingö, död 4 juli 2019 i Malmö, var en svensk deckarförfattare. 
Han var bosatt i Malmö och medlem av Skånska Deckarsällskapet. År 1948 gjorde han två mindre filmroller. Stålmarck är gravsatt i minneslunden på Döderhults kyrkogård.

## Filmografi
- 1948 – Livet på Forsbyholm
- 1948 – Loffe på luffen